# EO (film)
EO è un film del 2022 diretto da Jerzy Skolimowski. 
Il film è un adattamento contemporaneo del film del 1966 Au hasard Balthazar di Robert Bresson, in cui l'asino è «emblema recettore del Male, inflitto, subito e metafisico». EO è stato presentato in concorso al 75º Festival di Cannes, vincendovi il premio della giuria, ed ha ricevuto una nomination agli Oscar 2023 come migliore film internazionale.

## Trama
Un circo polacco viene chiuso in seguito alle proteste da parte di un gruppo animalista e una giovane circense, Kasandra, viene separata dal suo amato asino Eo. Quest'ultimo viene sistemato prima in una scuderia di cavalli e poi in una fattoria a contatto con dei bambini disabili, finché Kasandra lo rintraccia e lo va a trovare di notte in occasione del suo compleanno. L'asino, spinto dal desiderio di ricongiungersi con lei, si allontana dalla fattoria e si perde in una foresta, dove assiste a una battuta di caccia con esito tragico.
Vagando si ritrova in una cittadina fomentata da una partita di calcio, dove con il suo raglio distrae un giocatore di una delle due squadre nel finale, portando così l'altra squadra alla vittoria. I tifosi della squadra perdente, dopo aver aggredito i tifosi della squadra vincitrice, lo picchiano brutalmente. Curato da un veterinario, viene dunque venduto a un conciatore come bestia da soma. Dinanzi alle crudeltà dell'uomo nei confronti degli animali tenuti in gabbia, Eo si ribella e lo uccide, finendo così in un camion che trasporta un carico di cavalli destinati a un macello in Italia.
Il camionista viene però assassinato durante una sosta in un autogrill. Nella confusione Vito, un giovane prete, si impietosisce e porta Eo con sé. Giunti nella sua villa di famiglia, Vito lascia l'asino in giardino e ha un acceso litigio con la matrigna, con cui ha una relazione. Eo approfitta per scappare, trovando il cancello aperto, continuando il proprio vagare. L'asino si ritrova infine in mezzo a una mandria di mucche portate al mattatoio e decide di seguirle verso una morte certa.

## Produzione
Per la produzione del film sono stati utilizzati sei asini sardi.
Il regista ha sottolineato che il film vuole diffondere un messaggio animalista; Skolimowski ha affermato in un'intervista: «io stesso ho ridotto il consumo di carne dell'80 per cento; mi auguro che il film possa contribuire alla battaglia contro la crudeltà verso gli animali, non dobbiamo trattarli come oggetti ma esseri viventi, sono nostri fratelli».

## Distribuzione
Il film è stato presentato in anteprima il 19 maggio 2022 in concorso al 75º Festival di Cannes. A fine novembre 2022 è stato presentato al 40º Torino Film Festival.

## Riconoscimenti
- 2023 – Premio Oscar
  - Candidatura al Miglior film straniero a Jerzy Skolimowski
- 2022 – Festival di Cannes[6]
  - Premio della giuria (ex aequo con Le otto montagne)
  - Candidatura alla Palma d'oro per il miglior film